# Живот на Титану
Живот на Титану, највећем Сатурновом месецу, тренутно остаје отворено питање и тема за научну дискусију и истраживање.
Титан је много хладнији од Земље, тако да на његовој површини нема течне воде. Међутим, постоје језера течног метана и етана, као и реке и читава мора из њих, осим тога, ови гасови могу испасти у облику падавина, попут кише из воде на Земљи. Са великом вероватноћом, Титан такође садржи подземни течни океан, који се састоји од амонијака или воде.
Неки модели показују да Титан може да подржи постојање „обрнутих“ полупропусних мембрана на бази акрилонитрила у течној неполарној мешавини метана и етана на својој површини. Међутим, под условима под којима мешавина метана и етана постоји у течном стању, сви молекули већи и поларнији од акрилонитрила неизбежно кристалишу због много веће снаге везе између поларних молекула (на овом принципу се заснива фракционисање угљоводоника и преципитација нуклеинских киселина алкохолом). Истовремено, у овој средини се уочавају сложени хемијски процеси селективне размене и акумулације низа супстанци, што је предмет опсежних дискусија у заједници планетарних научника, укључујући НАСА. Атмосфера Титана је густа, реактивна и богата органским једињењима; ове чињенице подстакле су научнике да изнесу додатне претпоставке о постојању живота или предусловима за живот, посебно у горњим слојевима атмосфере. Његова атмосфера такође садржи водоник, а метан се може комбиновати са неким од органских једињења (као што је ацетилен) да би се обезбедила енергија и развили живот.
У јуну 2010. године научници су на основу анализе података мисије Касини—Хајгенс пријавили аномалије у атмосфери Титана, близу његове површине. На основу овога изнели су хипотезу о „дисању” примитивних биолошких организама. Према овој хипотези, организми би могли да апсорбују гас водоник и да се хране молекулима ацетилена, док би се метан формирао током њиховог живота. Као резултат, дошло би до недостатка ацетилена на Титану и смањења садржаја водоника близу површине. Међутим, још нема непосредних доказа за постојање живота на Титану.

## Температура површине
Због удаљености Титана од Сунца много је хладније од Земље. Температура његове површине је око 94 К (−179 °C). На таквим температурама водени лед се не топи, не испарава и не сублимира, већ увек остаје чврст.
Због екстремне хладноће, као и недостатка угљен-диоксида у атмосфери, научници сматрају да су услови на Титану гори за живот него на Земљи пре појаве њеног живота. Истовремено, они не искључују живот у течном метану и етану и кажу да би откриће таквих облика живота (чак и врло примитивних) указивало на распрострањеност живота у Свемиру.

### Температура у прошлости
Седамдесетих година 20. века астрономи су открили неочекивано високе нивое инфрацрвених емисија са Титана. Једно могуће објашњење за ово било је да је површина Титана била топлија него што се очекивало због ефекта стаклене баште. Неке процене површинских температура се чак приближавају температурама у хладним деловима Земље. Постојало је, међутим, још једно могуће објашњење за инфрацрвено зрачење: на површини је било веома хладно, али је горња атмосфера загрејана апсорпцијом црне светлости од стране молекула етана, етилена и ацетилена.

### Температура у будућности
Титан би могао да постане знатно топлији у будућности. Шест милијарди година од сада, када Сунце постане црвени џин, температура површине Титана могла би порасти на 200 К (−73 °C), што је довољно да на његовој површини постоји стабилан океан мешавине амонијака и воде. Ови услови могу створити пријатно окружење за егзотичне облике живота и трајаће неколико стотина милиона година. Ово време је довољно за рађање релативно једноставног живота.

## Одсуство површинске воде у течном стању
Недостатак течне воде на површини Титана навео је НАСА-ин астробиолог Andrew Pohorille 2009. године као аргумент против постојања живота тамо. Pohorille верује да вода није важна само као растварач, који користи „једини нама познати живот”, већ и зато што су њена хемијска својства „јединствено погодна за самоорганизацију органске материје”. Пита се да ли је могућност проналажења живота на површини Титана довољна да оправда трошкове мисије.